# Fernando Sancho
Pour les articles homonymes, voir Sancho.
Fernando Sancho (né le 7 janvier 1916 à Saragosse et mort le 31 juillet 1990 à Madrid) est un acteur espagnol. Il est surtout connu pour ses innombrables rôles dans des westerns spaghetti et ses performances en tant que bandit mexicain sont mémorables. Il s'est également spécialisé dans les rôles de "méchant". Dans les années 1960 et 1970, il est apparu dans divers films d'horreur espagnols.

## Filmographie partielle
- 1950 : Agustina de Aragón de Juan de Orduña
- 1951 : Andalousie de Robert Vernay
- 1951 : El sueño de Andalucia de Luis Lucia
- 1953 : La Belle de Cadix de Raymond Bernard
- 1953 : Hommes en détresse (La guerra de Dios) de Rafael Gil
- 1954 : L'Aventurier de Séville (Las Aventuras del barbero de Sevilla) de Ladislas Vajda : Sir Albert
- 1954 : Châteaux en Espagne (El torero) de René Wheeler
- 1954 : La Patrouille des sables de René Chanas
- 1954 : La Princesse d'Eboli (That Lady) de Terence Young
- 1955 : Mort d'un cycliste (Muerte di un ciclista) de Juan Antonio Bardem
- 1957 : J'ai choisi l'enfer (...Y eligió el infierno) de César Ardavín : Gustav
- 1959 : Le Lion de Babylone (Der Löwe von Babylon) de Johannes Kai
- 1960 : Un taxi pour Tobrouk de Denys de La Patellière
- 1960 : Le Petit Colonel (El pequeño coronel) d'Antonio del Amo
- 1961 : Goliath contre les géants (Goliath contro i giganti / Goliat contra los gigantes) de Guido Malatesta
- 1961 : La Parade de l'adieu (Alerta en el cielo) de Luis César Amadori
- 1961 : Le Rois des rois (King of kings) de Nicholas Ray
- 1961 : Madame Sans-Gêne de Christian-Jaque
- 1961 : Les Titans (Aarrivano i titani) de Duccio Tessari
- 1961 : Zorro le vengeur (La venganza del Zorro) de Joaquín Luis Romero Marchent
- 1961 : La Fontaine magique (La fuente mágica) de Fernando Lamas
- 1962 : Le Fils du capitaine Blood (Il figlio del capitano Blood ) de Tulio Demicheli
- 1962 : Espions sur la Tamise (Der teppich des grauens) de Harald Reinl
- 1962 : Les Dernières aventures de Fra Diavolo (Diavolo) de Giorgio Simonelli et Miguel Lluch
- 1962 : Lawrence d'Arabie (Lawrence of Arabia) de David Lean
- 1963 : Les 55 Jours de Pékin (Fifty-five days at Peking) de Nicholas Ray
- 1963 : Le cave est piégé (No temas a la ley) de Víctor Merenda
- 1963 : La Griffe du coyote (Il segno del coyote) de Mario Caiano
- 1963 : Le Secret de la veuve noire (Das Geheimnis der schwarzen Witwe) de Franz Josef Gottlieb
- 1963 : La Cérémonie (The ceremony) de Laurence Harvey
- 1964 : Échappement libre de Jean Becker
- 1964 : L'Ange noir du Mississippi (Bienvenido, padre Murray) de Ramón Torrado
- 1964 : Le Justicier du Minnesota (Minnesota Clay) de Sergio Corbucci
- 1964 : Duel à Rio Bravo (Sfida a Rio Bravo ) de Tulio Demicheli
- 1964 : Un pistolet pour Ringo (Una pistola per Ringo) de Duccio Tessari
- 1964 : Agent 3S3, passeport pour l'enfer (Agente 3S3 : passaporto per l'inferno) de Sergio Sollima
- 1964 : L'Homme qui venait de Canyon City (L'uomo che viene da Canyon City) d'Alfonso Balcázar
- 1964 : Totò d'Arabia (Totò d'Arabia) de José Antonio de la Loma
- 1965 : Cinq Mille Dollars sur l'as (Los pistoleros de Arizona) d'Alfonso Balcázar : Juan Carrancho
- 1965 : Le Retour de Ringo (Il ritorno di Ringo) de Duccio Tessari
- 1965 : Agent 3S3, massacre au soleil (Agente 3S3, massacro al sole) de Sergio Sollima
- 1965 : Surcouf, le tigre des sept mers (Surcouf, d'eroe dei sette mari) de Sergio Bergonzelli et Roy Rowland
- 1965 : Tonnerre sur l’océan Indien (Il grande colpodi di Surcouf) de Sergio Bergonzelli
- 1965 : Dynamite Jim (Dinamite Jim) d'Alfonso Balcázar
- 1966 : Les Sept Colts du tonnerre (Sette magnigiche pistole ) de Romolo Girolami
- 1966 : Colorado (La resa dei conti) de Sergio Sollima
- 1966 : Rapt à Damas (Delitto quasi perfetto) de Mario Camerini
- 1966 : Arizona Colt (Il pistolero di Arizona) de Michele Lupo
- 1966 : Lanky, l'homme à la carabine (Per il gusto di uccidere) de Tonino Valerii
- 1966 : Sept Écossais du Texas (Sette pistole per i MacGregor) de Franco Giraldi
- 1966 : T'as le bonjour de Trinita (Rita nel West) de Ferdinando Baldi
- 1966 : Django tire le premier (Django spara per primo) d'Alberto De Martino
- 1966 : Clint le Solitaire ( Clint el solitario) d'Alfonso Balcázar
- 1967 : Gringo, jette ton fusil (El aventurero de guaynas) de Joaquín Luis Romero Marchent : Lobo
- 1967 : Killer Kid de Leopoldo Savona
- 1967 : Le Jour de la haine (Per 100.000 dollari t'ammazzo) de Giovanni Fago
- 1967 : Le Temps des vautours (10.000 dollari per un massacro) de Romolo Guerrieri
- 1968 : Ramdam à Amsterdam (El magnifico Tony Carrera) de José Antonio de la Loma
- 1969 : Simon Bolivar d'Alessandro Blasetti
- 1970 : Le Clan des gangsters (La banda de los tres crisantemos) d'Ignacio F. Iquino
- 1970 : Dans les replis de la chair (Nelle pieghe della carne) de Sergio Bergonzelli
- 1970 : Ni Sabata, ni Trinità, moi c'est Sartana (La diligencia de los condenados) de Juan Bosch Palau : Ramón Sartana
- 1971 : Orloff et l'homme invisible (ou La Vie amoureuse de l'homme invisible) de Pierre Chevalier
- 1971 : X 312 - Vol pour l'enfer (lb) (X 312 – Flug zur Hölle) de Jesús Franco
- 1971 : Papaflessas d'Erricos Andreou
- 1973 : Le Fils de Zorro (Il figlio di Zorro) de Gianfranco Baldanello
- 1973 : Le Retour des morts-vivants (El ataque de los muertos sin ojos) de Amando de Ossorio
- 1977 : Le Parfait Tueur (Quel Pomeriggio Maledetto) de Mario Siciliano
- 1989 : La luna negra (Sabbath : La luna negra) d'Imanol Uribe